# Suctobelbella reticulata
Suctobelbella reticulata är en kvalsterart som beskrevs av Chinone 2003. Suctobelbella reticulata ingår i släktet Suctobelbella och familjen Suctobelbidae. Inga underarter finns listade i Catalogue of Life.